# 双河镇 (勃利县)
双河镇，是中华人民共和国黑龙江省七台河市勃利县下辖的一个乡镇级行政单位。

## 行政区划
双河镇下辖以下地区：
永峰村、永平村、新发村、治安村、福安村、中和村、兴安村、太安村、东方红村、太阳升村、中胜村、民权村、生产村、永胜村、致富村和双胜村。